# Рассадін Сергій Євгенійович
Сергій Євгенійович Рассадін (30 липня 1958, Гомель — 2 липня 2017, Мінськ, Білорусь) — білоруський історик, археолог, джерелознавець, геральдист; доктор історичних наук (1999), професор (2009).

## Біографія
У 1981 закінчив історико-філологічний факультет Гомельського державного університету, історик, викладач історії та суспільствознавства. Навчався в аспірантурі Інституту історії Академії наук (АН) БРСР (1981—1984). На формування історичного світогляду найбільший вплив зробили Х. Ортега-і-Гассет, Л. Гумільов, Е. Загорульський, Г. Косіна, О. Митрофанов, В. Сичов.
У 1990 році захистив кандидатську дисертацію «Милоградська культура (актуальні проблеми дослідження)», науковий керівник — професор Л. Д. Поболь. У 1999 році захистив докторську дисертацію «Племена і народи „заскіфської“ Півночі і Північного Сходу». Доцент (2005). Професор (2009). Молодший науковий співробітник, науковий співробітник, старший науковий співробітник Інституту історії АН Білорусі; головний спеціаліст, начальник відділу Комітету з архівів та діловодства при Раді Міністрів Республіки Білорусь.
З 2002 року — професор кафедри історії Білорусі і політології факультету інформаційних технологій Білоруського державного технологічного університету. Член Геральдичної ради при Президентові Республіки Білорусь (2002—2012). Стипендіат Німецького археологічного інституту (2007). Наукові інтереси: археологія; давня, середньовічна, нова історія; геральдика. Організував і очолював Лавришівську археологічну експедицію. Автор понад 300 праць.

## Основні публікації

### Книги
- Землі амаль невядомыя. Будучая Беларусь паводле антычных манускрыптаў. Мн., 1996.
- Племена и народы «заскифского» Северо-Востока. Мн., 1999. (рос.)
- Северные соседи Великой Скифии. Мн., 2005. (рос.)
- Милоградская культура: ареал, хронология, этнос. Мн., 2005. (рос.)
- Гербы і сцягі гарадоў і раёнаў Беларусі. Мн., 2005. (У суаўтарстве з А. Н. Міхальчанкам).
- Духоўная культура старажытнай Беларусі. Мн., 2005.
- Первые славяне. Славяногенез. Мн., 2008. (рос.)
- Гнездо двуглавого орла. Мн., 2008. (рос.)
- Князья, графы и бароны в Беларуси (конец XVIII — начало ХХ в.): история титулов в биографо-личностном аспекте. Мн., 2010. ISBN 978-985-511-336-3. (рос.)

### Статті
- Милоградская культура и известия Геродота // Хозяйство и культура доклассовых и раннеклассовых обществ. Тезисы докладов III конференции молодых ученых Института археологии АН СССР. М., 1986. (рос.)
- К вопросу о религиозных верованиях жителей Белорусского Посожья в скифское время // Религиозные представления в первобытном обществе. Тез. докл. конф. М., 1987, с. 194—198. (рос.)
- О новых основах хронологии милоградской культуры // Актуальные проблемы исторических исследований. Тез. докл. IV респ. конф. молодых археологов. Киев, 1987, с. 137—139. (рос.)
- Геродотовы невры в позднеантичной традиции // Проблемы скифо-сарматской археологии Северного Причерноморья: Тез. докл. областной конф., посвященной 90-летию Б. Н. Гракова. Запорожье, 1989, с. 128—129. (рос.)
- Старажытнасці суседняга лесастэпу // Весці Акадэміі навук Беларусі. Сер. грам. навук. 1991. № 1, с. 124—125.
- Будзіны, неўры ці скіфы? Праблемы дачынення герадотавых плямёнаў да тэрыторыі Беларусі // Актуальныя пытанні гісторыі Беларусі ад старажытных часоў да нашых дзён. Зборнік пад рэд. М. В. Біча, В. Ф. Кушнера, У. Н. Сідарцова. Мн., 1992, с. 24 — 33.
- Венеты и бастарны // Barbaricum. T. 3. Warszawa, 1992, s. 9 — 20. (рос.)
- Да пытання аб сувязях старажытнага насельніцтва Беларусі са скіфскімі землямі ў VIII — III ст. да н.э. // Весці Акадэміі навук Беларусі. Серыя гуманітарных навук. 1992, № 2, с. 66 — 74.
- Герадотавы андрафагі // Весці Акадэміі навук Беларусі. Сер. грам. навук. 1992. № 3/4, с. 61 — 73.
- Этнас поўдня Беларусі ў далетапісны час // Старонкі гісторыі Беларусі. Мн., 1992.
- Аб неўрах і «змеях» у Герадотавай «Гісторыі» // Весці Акадэміі навук Беларусі. Сер. грам. навук. 1994. № 2, с. 74 — 81.
- Западнобалтские курганы и милоградская культура // Vakaru baltai: etnogeneze ir etnine istorija. Vilnius, 1997, s. 125—136. (рос.)
- Змяіны культ у славянскім асяроддзі // Гістарычна-археалагічны зборнік. 1997. № 11, с. 157—161.
- Будины и гелоны (об одном сюжете древнейшего письменного источника по истории Восточной Европы) // Архивы и делопроизводство. 1999. № 1, с. 21 — 30. (рос.)
- Гербовый привилей 1643 г. на магдебургию городу Казимежу в старостве Бобруйском // Беларускі археаграфічны штогоднік. Вып. 2. Мн., 2001, с. 215—223. (рос.)
- Нямецкая гістарыяграфія па праблеме старажытнагерманскага рассялення на Палессі і ў Прыдняпроўі (1900—1940-я гг.) // Беларусіка — Albaruthenica. Кн. 21. Гісторыя, культуралогія, мастацтвазнаўства: Матэрыялы III Міжнар. кангрэса беларусістаў «Беларуская культура ў дыялогу цывілізацый» (Мінск, 21 — 25 мая, 4 — 7 снеж. 2000 г.) // Рэдкал.: В. Скалабан (гал. рэд.) і інш. Мн., 2001, с. 45 — 55.
- Между Альпами и Океаном: венеты — «другие германцы»? // Гістарычна-археалагічны зборнік. 2002. № 17. (рос.)
- Древние славяне и кочевники на Дунае между 469 и 568 гг. // Гістарычна-археалагічны зборнік. 2003. № 18. (рос.)
- Древнегерманские элементы в именослове раннего славянства IV — VI столетий после Рождества Христова // Материалы по археологии Беларуси. 2003. № 8. (рос.)
- Семантыка гістарычнага герба Гродна // Труды Белорусского государственного технологического университета. Серия V. Политология, философия, история, филология. Вып. XII. Мн., 2004, с. 28 — 31.
- Два Ильдигиза и один эпизод истории лангобардов // Гістарычна-археалагічны зборнік. 2004. № 19. (рос.)
- Гербы трох вялікіх княстваў // Материалы по археологии Беларуси. 2006. № 11.
- О некоторых находках 2008 г. на Шатилинском Острове // Исследования по истории Восточной Европы: научный сборник. Вып. 1. Мн., 2008, с. 234—236. (рос.)
- Надваконныя ўпрыгожванні ў мястэчку Парычах: сімволіка драўляных кружаваў // Рэгіянальны партал — Светлагорск. 2009. 30 кастрычніка. [Архівовано 23 лютого 2019 у Wayback Machine.] (У суаўтарстве з Г. М. Рызнаокім і А. В. Петуховым.)
- Аб пісьмовых крыніцах пра гістарычныя пачаткі сучаснага Светлагорска [Архівовано 23 лютого 2019 у Wayback Machine.] // Шацілкаўскія чытанні: матэрыялы II гісторыка-краязнаўчай канферэнцыі (да 450-годдзя Шацілак) у Светлагорску, 16 красавіка 2010 г. Светлагорск, 2011.

## Нагороди та звання
- Медаль святителя Кирила Турівського Білоруської православної церкви (2007).
- Медаль Франциска Скорини (2017).